# مشتق‌گیری لگاریتمی
در حساب دیفرانسیل و انتگرال، مشتق‌گیری لگاریتمی روشی است که برای محاسبهٔ مشتق یک تابع f با استفاده از مشتق لگاریتم آن تابع به‌کار می‌رود:
- {\displaystyle (\ln f)'={\frac {f'}{f}}\quad \implies \quad f'=f\cdot (\ln f)'.}

از این روش معمولاً در مواردی استفاده می‌شود که محاسبهٔ مشتق لگاریتم تابع از محاسبهٔ مشتق خود تابع آسان‌تر است. این اتفاق مواقعی رخ می‌دهد که تابع مذکور از حاصلضرب چند بخش مجزا تشکیل شده باشد و اعمال لگاریتم بتواند آن را به جمع بخش‌های جدا (که مشتق‌گیری از آن ساده‌تر است) تبدیل کند. این روش را همچنین می‌توان برای مشتق‌گیری از توابعی که به توان تابعی دیگر رسیده‌اند استفاده کرد. مشتق‌گیری لگاریتمی با بهره از قاعده زنجیری و لگاریتم (به‌ویژه لگاریتم طبیعی، یا لگاریتمی با پایهٔ عدد e) ضرب‌ها را به جمع و تقسیم‌ها را به تفریق تبدیل می‌کند.
از این روش دستکم تا حدودی می‌توان درگرفتن همهٔ توابع مشتق‌پذیر غیر صفر استفاده کرد.

## تعریف
مشتق‌گیری لگاریتمی برای تابع
- {\displaystyle y=f(x)\,\!}

معمولاً با گرفتن لگاریتم طبیعی (لگاریتم به پایهٔ عدد e) قدر مطلق دو طرف معادله آغاز می‌شود:
- {\displaystyle \ln |y|=\ln |f(x)|.\,\!}

پس از گرفتن مشتق ضمنی:
- {\displaystyle {\frac {1}{y}}{\frac {dy}{dx}}={\frac {f'(x)}{f(x)}}.}

با ضرب دو طرف معادله در y عبارت 1/yحذف می‌شود و در دو طرف معادله تنها dy/dx می‌ماند:
- {\displaystyle {\frac {dy}{dx}}=y\times {\frac {f'(x)}{f(x)}}=f'(x).}

دلیل استفاده از این روش این است که با استفاده از ویژگی‌ها و قضایای لگاریتم، می‌توان توابع پیچیده را برای مشتق‌گیری ساده کرد. مهمترین این ویژگی‌ها عبارتند از:
- {\displaystyle \ln(ab)=\ln(a)+\ln(b),\qquad \ln \left({\frac {a}{b}}\right)=\ln(a)-\ln(b),\qquad \ln(a^{n})=n\ln(a).}

## کاربرد

### ضرب‌ها
به دو طرف معادله لگاریتم طبیعی اعمال می‌شود
- {\displaystyle f(x)=g(x)h(x)\,\!}

تا ضرب‌ها به جمع تبدیل شوند:
- {\displaystyle \ln(f(x))=\ln(g(x)h(x))=\ln(g(x))+\ln(h(x)).\,\!}

با اعمال قاعده زنجیری و قاعده جمع
- {\displaystyle {\frac {f'(x)}{f(x)}}={\frac {g'(x)}{g(x)}}+{\frac {h'(x)}{h(x)}},}

و پس از اعمال جبری و تبدیل y به تابعی از x، مشتق y به دست می‌آید:
- {\displaystyle f'(x)=f(x)\times {\Bigg \{}{\frac {g'(x)}{g(x)}}+{\frac {h'(x)}{h(x)}}{\Bigg \}}=g(x)h(x)\times {\Bigg \{}{\frac {g'(x)}{g(x)}}+{\frac {h'(x)}{h(x)}}{\Bigg \}}.}

### تقسیم‌ها
به دو طرف معادله لگاریتم طبیعی اعمال می‌شود
- {\displaystyle f(x)={\frac {g(x)}{h(x)}}\,\!}

تا تقسیم‌ها به تفریق تبدیل شوند
- {\displaystyle \ln(f(x))=\ln {\Bigg (}{\frac {g(x)}{h(x)}}{\Bigg )}=\ln(g(x))-\ln(h(x))\,\!}

و با استفاده از قاعده زنجیری و قاعده جمع
- {\displaystyle {\frac {f'(x)}{f(x)}}={\frac {g'(x)}{g(x)}}-{\frac {h'(x)}{h(x)}},}

و پس از اعمال جبری و تبدیل y به تابعی از x، مشتق y به دست می‌آید:
- {\displaystyle f'(x)=f(x)\times {\Bigg \{}{\frac {g'(x)}{g(x)}}-{\frac {h'(x)}{h(x)}}{\Bigg \}}={\frac {g(x)}{h(x)}}\times {\Bigg \{}{\frac {g'(x)}{g(x)}}-{\frac {h'(x)}{h(x)}}{\Bigg \}}.}

پس از ضرب کردن و استفاده از مخرج مشترک، نتیجه همان است که اگر قاعده خارج قسمت مستقیماً بر {\displaystyle f(x)} اعمال می‌شد بود.

### توان مرکب
برای تابعی به شکل
- {\displaystyle f(x)=g(x)^{h(x)}\,\!}

لگاریتم طبیعی توان را به ضرب تبدیل می‌کند:
- {\displaystyle \ln(f(x))=\ln \left(g(x)^{h(x)}\right)=h(x)\ln(g(x))\,\!}

با اعمال قاعده زنجیری و قاعده جمع
- {\displaystyle {\frac {f'(x)}{f(x)}}=h'(x)\ln(g(x))+h(x){\frac {g'(x)}{g(x)}},}

و پس از اعمال جبری  و تبدیل y به تابعی از x، مشتق y به دست می‌آید:
- {\displaystyle f'(x)=f(x)\times {\Bigg \{}h'(x)\ln(g(x))+h(x){\frac {g'(x)}{g(x)}}{\Bigg \}}=g(x)^{h(x)}\times {\Bigg \{}h'(x)\ln(g(x))+h(x){\frac {g'(x)}{g(x)}}{\Bigg \}}.}

با بازنویسی f به عنوان تابع نمایی و اعمال قاعدهٔ زنجیری نیز می‌توان همین نتیجه را به دست آورد.